# Focke-Wulf Fw 187
Focke-Wulf Fw 187 Falke byl dvoumístný německý stíhací dvoumotorový celokovový dolnoplošník se zatahovacím podvozkem ostruhového typu.

## Vznik
V roce 1935 Kurt Tank vypracoval bez oficiální objednávky předběžný projekt dvoumotorového stíhacího letounu. Začátkem roku 1936 představil projekt své konstrukce na výstavě nejnovější výzbroje, konané v továrně Henschel u Berlína. Přestože byl Adolf Hitler projektu velmi nakloněn, úředníci Technického úřadu neprojevili o projekt zájem. Jejich argumentací byly předpokládané výkony shodné s jednomotorovými letouny. Výhody většího doletu dvoumotorové konstrukce, vhodné jako doprovod pro bombardéry Luftwaffe, byly Technisches Amtem zamítnuty.
Tank se reakcí úředníků nenechal odradit a zanedlouho se obrátil přímo na šéfa vývojového oddělení technického odboru Obersta Wolframa von Richthofena. Von Richthofen myšlenku Kurta Tanka podpořil a společnost Focke-Wulf následně obdržela objednávku na tři prototypy pod označením Fw 187.

## Vývoj
Práce konstrukčního týmu řídil hlavní inženýr Tankovy kanceláře Robert Blaser. Původně zamýšlené pohonné jednotky Daimler-Benz DB 600 o výkonu 632 kW byly z kapacitních důvodů výroby již v objednávce nahrazeny motory Junkers Jumo 210.
Blaser, považující za hlavní prioritu maximální rychlost ve vodorovném letu, navrhl trup o menším průměru než měly mnohé jednomotorové stíhací stroje. Kabina byla natolik úzká a malá, že část palubních přístrojů byla umístěna na vnitřních stranách motorových gondol.
První prototyp Fw 187 V1 (imatrikulace D-AANA) dokončený na jeře 1937 byl poháněn dvěma motory Junkers Jumo 210 Da, z nichž každý měl vzletový výkon 500 kW. Vrtule byly stavitelné třílisté Junkers-Hamilton. Letové testy prováděl šéf zalétávacích pilotů firmy Focke-Wulf Flugkapitän ing. Hans Sander. Maximální rychlost 525 km/h v hladině 4000 m spolu s dobrými letovými vlastnostmi a stoupavostí vedly Tanka k pojmenování nového typu „Falke“ („Sokol“).

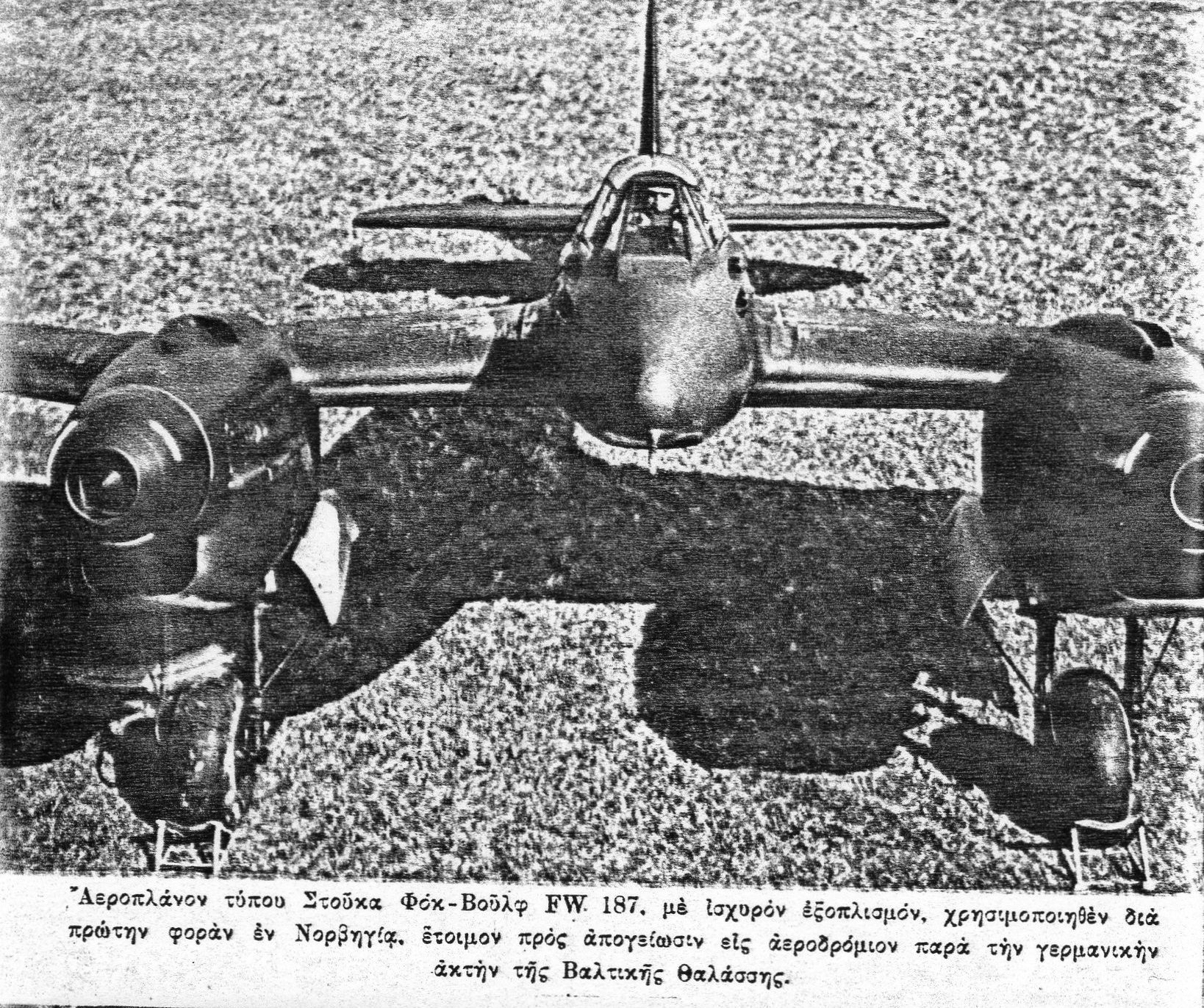
Fw 187

Druhý z objednaných prototypů Fw 187 V2 se odlišoval zabudovanými motory Jumo 210 G s přímým vstřikováním paliva o výkonu po 493 kW a vrtulemi VDM. Podobně jako první vyrobený exemplář byl vyzbrojen dvojicí kulometů MG 17 ráže 7,9 mm na bocích kabiny. Letové zkoušky zahájil v létě 1937.
Krátce po uzavření smlouvy na výrobu tří prototypů v červnu 1936 došlo ke změně šéfa vývojového oddělení technického odboru RLM. Funkci převzal Ernst Udet, který doporučil úpravu Fw 187 na těžký dvoumístný stíhací letoun kategorie Zerstörer s následnou výrobou tří prototypů. Vzhledem k nemožnosti prosazení jednomístné koncepce těžkého stíhacího letounu zahájil ing. Blaser téměř okamžitě práce na dvoumístné úpravě Fw 187. Prvním takto koncipovaným strojem se stal Fw 187 V3 (D-ORHP) s prodlouženým trupem a zvětšeným kokpitem pro druhého člena posádky, sedícím za pilotem. Trupová palivová nádrž byla posunuta dozadu a motorové gondoly zkráceny. Hlavňovou výzbroj doplnily dva kanóny MG FF ráže 20 mm, uložené v přídi pod podlahou kabiny. Třetí prototyp, poháněný opět dvojicí motorů Jumo 210 G, se do vzduchu poprvé dostal na začátku jara 1938. Při jednom z prvních letů začal hořet pravý motor a během nouzového přistání byly zlomeny obě podvozkové nohy. Dne 14. května 1938 byl při smrtelné havárii pilota Bauera zcela zničen Fw 187 V1.
V létě 1938 byl dokončen prototyp Fw 187 V4 (D-OSNP) a na podzim Fw 187 V5 (D-OTGN), oba shodné s V3. Letouny byly testovány v Erprobungsstelle Rechlin, kde obdržely kladné hodnocení. Technisches Amt tak objednal další tři prototypy.
Mezitím se Tankovi podařilo zajistit dva motory Daimler-Benz DB 600 A po 735 kW, které obdržel prototyp Fw 187 V6 (CI+NY). První let proběhl na začátku roku 1939. Vzhledem k problémům s chlazením motorů byly klasické chladiče nahrazeny povrchovými, které se však nakonec neosvědčily.
V létě 1939 byly dokončeny tři předsériové letouny Fw 187 A-01 až A-03 s dvanáctiválcovými vidlicovými pohonnými jednotkami Jumo 210 Ga po 537 kW chlazenými kapalinou. Výzbroj byla posílena o další dva kulomety MG 17. Přestože byly výkony Fw 187 velmi vysoké, rozhodl Luftwaffenführungsstab, že letoun bez zadního střelce nesplňuje požadavky na Zerstörer, a jediným vyráběným typem zůstane Messerschmitt Bf 110. Všechny tři předsériové stroje pak byly vráceny firmě Focke-Wulf do Brém.

## Nasazení

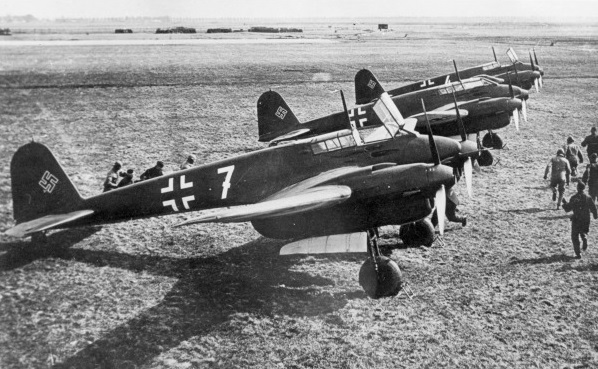
Trojice Fw 187 na továrním letišti v Brémách

V roce 1940 se vzhledem na opakující se nálety britských bombardérů vytvořily u některých leteckých továren letky ochrany průmyslu (Industrie-Schutzstaffel) určené k obraně vzdušného prostoru nad mateřskou továrnou. Tyto jednotky byly složeny ze zalétávacích pilotů a pozemního personálu, který tvořili vybraní pracovníci firmy. Jednotka byla utvořena také u společnosti Focke-Wulf a její součástí se staly i tři předsériové Fw 187 A-0. Jeden z jejích pilotů ing. Mehlhorn dosáhl na jaře 1940 několika vzdušných vítězství.
V zimě 1940-41 byly všechny tři letouny odeslány do Norska k 13.(Zerstörer)/JG 77. Po této neoficiální akci byly z nařízení RLM odeslány zpět do Brém.
V létě 1942 byl jeden Fw 187 A-0 odeslán do Luftschiess-Schule ve Varlose v Dánsku. Koncem války pak Fw 187 sloužily ke zkouškám spojených s vývojem Ta 154.

## Specifikace (Fw 187 A-0)

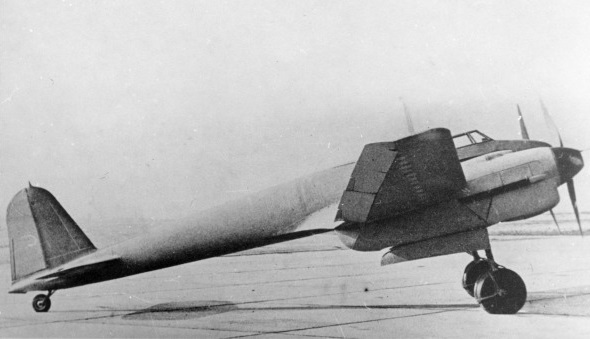
Fw 187 V4

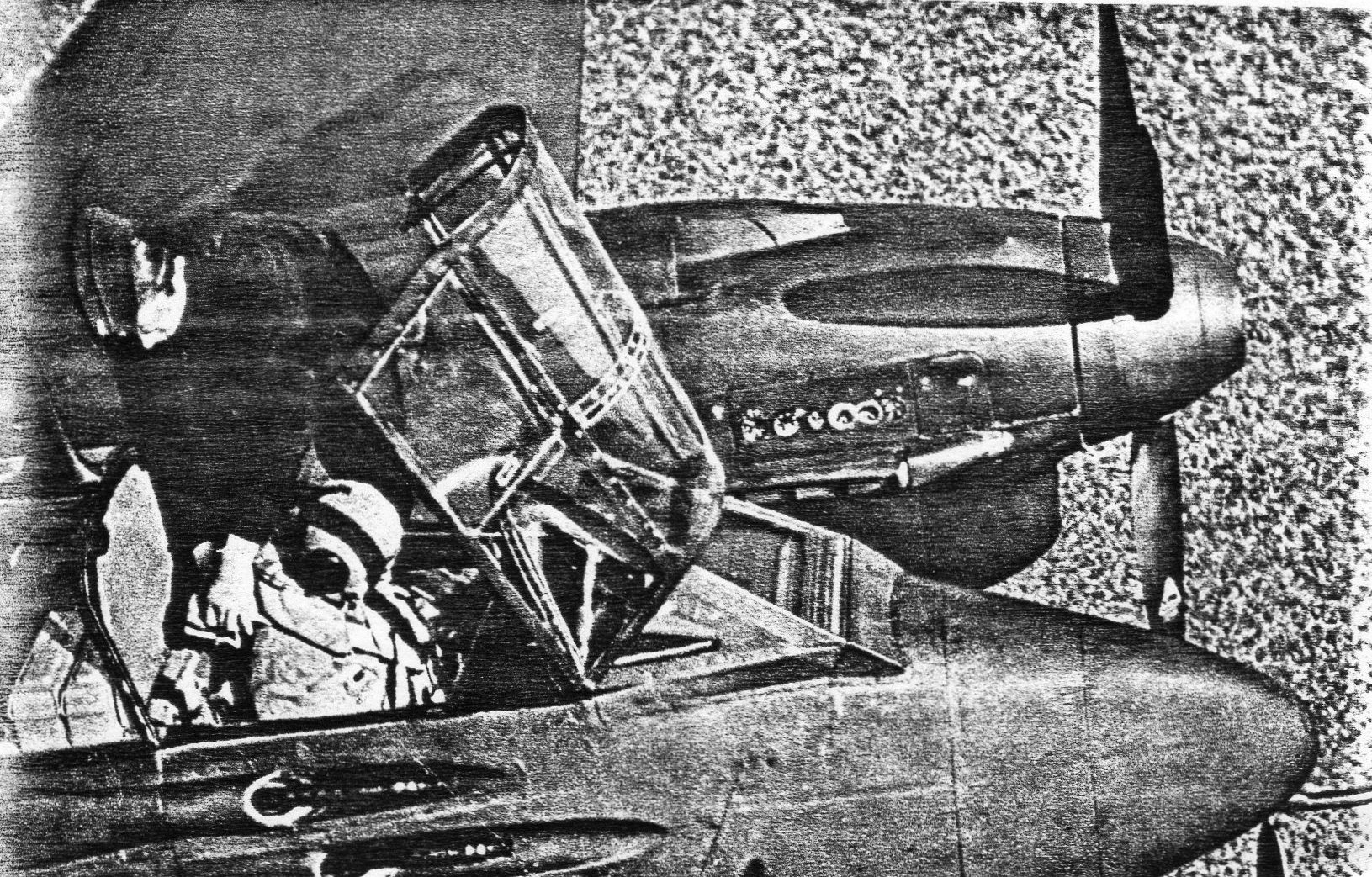
Fw 187

### Technické údaje
- Osádka:
- Rozpětí: 15,30 m
- Délka: 11,10 m
- Výška: 3,85 m
- Nosná plocha: 30,40 m²
- Hmotnost prázdného letounu: 3700 kg
- Vzletová hmotnost: 5000 kg
- Pohonná jednotka:

### Výkony
- Maximální rychlost u země: 518 km/h
- Maximální rychlost v hladině 4200 m: 529 km/h
- Cestovní rychlost: 400 km/h
- Počáteční stoupavost: 17,5 m/s
- Doba výstupu do výšky 2000 m: 1,9 min
- Doba výstupu do výšky 6000 m: 5,8 min
- Dostup: 10 000 m
- Dolet: 1200 km